# Beyrie-en-Béarn
Beyrie-en-Béarn es una comuna francesa de la región de Aquitania en el departamento de Pirineos Atlánticos. Se localiza a unos 15 km al este de la ciudad de Pau. 
Esta localidad fue mencionada por primera vez en 1101 con el nombre de Sanctus Andreas de Beyrie.

## Demografía
| 101 | 109 | 108 | 97 | 82 | 131 |
| Para los censos de 1962 a 1999 la población legal corresponde a la población sin duplicidades (Fuente: INSEE [Consultar]) |     |     |    |    |     |